# Idiolispa corderoi
Idiolispa corderoi är en stekelart som beskrevs av Porter 1993. Idiolispa corderoi ingår i släktet Idiolispa och familjen brokparasitsteklar. Inga underarter finns listade i Catalogue of Life.